# WWE NXT UK
WWE NXT UK – brand w amerykańskiej federacji wrestlingowej WWE. Nazwa używana była też w odniesieniu do programu telewizyjnego. Brand został utworzony 15 grudnia 2016 pod nazwą United Kingdom, zaś ogłoszenie programu telewizyjnego nastąpiło podczas pierwszego dnia gali United Kingdom Championship Tournament w 2018. Zawodnicy brandu byli również częścią brandu NXT.

## Historia brandu
Podczas konferencji prasowej w O2 Arena z 15 grudnia 2016, Paul "Triple H" Levesque ogłosił organizację 16-osobowego turnieju koronującego inauguracyjnego posiadacza WWE United Kingdom Championship. Turniej trwał przez dwa dni od 14 do 15 stycznia 2017 i był emitowany ekskluzywnie w serwisie WWE Network. Mistrzostwo jest głównym tytułem dla zawodników brandu NXT UK. Pierwszym mistrzem był Tyler Bate. 19 maja 2017 WWE poprowadziło specjalną galę United Kingdom Championship Special.
7 kwietnia 2018 ogłoszono organizację drugiego turnieju United Kingdom Championship Tournament, który tym razem odbył się od 18 do 19 czerwca 2018 w Royal Albert Hall. 7 czerwca jako generalnego menadżera brandu wyznaczono Johnny’ego Sainta. 18 czerwca ujawniono, że brand „United Kingdom” otrzyma nową nazwę „NXT UK”, zaś w lipcu 2018 zadebiutuje program telewizyjny o tej samej nazwie. Ponadto ogłoszono utworzenie tytułów WWE United Kingdom Women’s Championship i WWE United Kingdom Tag Team Championship.
18 sierpnia 2022 roku, WWE ogłosiło, że NXT UK zostanie przemianowane na NXT Europe w 2023 roku, po krótkiej przerwie w działaniu brandu. WWE stwierdziło, że NXT Europe „przeobrazi brand i potok talentów” z zamiarem ponownego skupienia się na krajach paneuropejskich. „Biorąc pod uwagę sukces NXT UK, czuliśmy, że nadszedł czas, aby wyjść poza to”, powiedział Shawn Michaels, pełniąc funkcję wiceprezesa ds. rozwoju talentów. Wraz z planowanym uruchomieniem NXT Europe, NXT UK przejdzie „krótką przerwę”, a ostatnia gala NXT UK odbyła się podczas Worlds Collide 4 września 2022 roku. Michaels powiedział, że federacja będzie współpracować z personelem i talentami, aby uruchomić NXT Europe „większym i lepszym”.

## Program telewizyjny
Po organizacji turnieju United Kingdom Championship Tournament w 2017 pojawiły się informacje, że zawodnicy brandu United Kingdom docelowo będą występować podczas show produkowanego w Wielkiej Brytanii. Przez kolejne półtora roku wrestlerzy byli częścią brandu NXT i występowali podczas cotygodniowych gal o tej samej nazwie, a także podczas specjalnych gal NXT TakeOver i brytyjskich federacji niezależnych. Organizacja i nazwa show NXT UK została ujawniona 18 czerwca 2018 podczas pierwszego dnia gali United Kingdom Championship Tournament. Nagrania pierwszych odcinków mają nastąpić 28 i 29 lipca.

## Gale WWE Network
| Gala                                          | Data             | Lokalizacja                  | Arena                    | Walka wieczoru                                                                                        |
| --------------------------------------------- | ---------------- | ---------------------------- | ------------------------ | --- |
| United Kingdom Championship Tournament (2017) | 14 stycznia 2017 | Blackpool, Lancashire Anglia | Empress Ballroom         | Tyler Bate vs. Tucker Singles match                                                                   |
| United Kingdom Championship Tournament (2017) | 15 stycznia 2017 | Blackpool, Lancashire Anglia | Empress Ballroom         | Tyler Bate vs. Pete Dunne Singles match o WWE United Kingdom Championship                             |
| United Kingdom Championship Special           | 7 maja 2017      | Norwich, Norfolk Anglia      | Epic Studios             | Tyler Bate (c) vs. Mark Andrews Singles match o WWE United Kingdom Championship                       |
| United Kingdom Championship Tournament (2018) | 18 czerwca 2018  | Kensington, Londyn Anglia    | Royal Albert Hall        | Zack Gibson vs. Travis Banks Singles match wyłaniający pretendenta do WWE United Kingdom Championship |
| United Kingdom Championship Tournament (2018) | 19 czerwca 2018  | Kensington, Londyn Anglia    | Royal Albert Hall        | Pete Dunne (c) vs. Zack Gibson Singles match o WWE United Kingdom Championship                        |
| NXT UK TakeOver: Blackpool                    | 12 stycznia 2019 | Blackpool, Lancashire Anglia | Empress Ballroom         | Pete Dunne (c) vs. Joe Coffey o WWE United Kingdom Championship                                       |
| NXT UK TakeOver: Cardiff                      | 31 sierpnia 2019 | Cardiff Walia                | Motorpoint Arena Cardiff | Walter (c) vs. Tyler Bate o WWE United Kingdom Championship                                           |
| NXT UK TakeOver: Blackpool II                 | 12 stycznia 2020 | Blackpool, Lancashire Anglia | Empress Ballroom         | Walter (c) vs. Joe Coffey o WWE United Kingdom Championship                                           |